# Rhachotropis northriana
Rhachotropis northriana is een vlokreeftensoort uit de familie van de Eusiridae. De wetenschappelijke naam van de soort is voor het eerst geldig gepubliceerd in 2007 door d'Udekem d'Acoz, Vader & Legezinska.